# 1815 Бетховен
1815 Бетховен (1815 Beethoven) — астероїд головного поясу, відкритий 27 січня 1932 року.
Тіссеранів параметр щодо Юпітера — 3,177.